# Admirable Parlement
L'Admirable Parlement (Wonderful Parliament en anglais) est une session du Parlement d'Angleterre qui se déroule en 1386. Elle aboutit à une réforme de l'administration de Richard II. Son surnom provient d'un pamphlet de Thomas Fovent, Historia siue narracio de modo et forma mirabilis parliamenti apud Westmonasterium anno domini millesimo CCCLXXXVJ, écrit quelques années plus tard.
En 1386, cela fait plusieurs années que les relations entre Richard II et une partie de la noblesse sont tendues. Plusieurs grands barons, parmi lesquels les oncles de Richard, Jean de Gand et Thomas de Woodstock, n'apprécient pas la manière dont est conduite la guerre de Cent Ans, ainsi que la promotion des fidèles du roi à de hautes fonctions, à l'image de l'élévation du comte d'Oxford au titre de duc d'Irlande.
Réuni en octobre 1386, le Parlement exige le renvoi de John Fordham et du comte de Suffolk, respectivement trésorier et chancelier. Richard commence par refuser, mais il est finalement contraint de se soumettre et d'accepter que ses proches conseillers soient remplacés. Une commission gouvernementale de quatorze membres est mise en place, jugulant encore davantage le pouvoir du roi. Ces événements marquent le début d'un conflit entre Richard II et les Lords Appellant, qui se poursuit par la bataille de Radcot Bridge en 1387 et l'Impitoyable Parlement de 1388.
Le poète Geoffrey Chaucer siège à ce Parlement en tant que représentant du comté de Kent. Cette expérience lui a peut-être inspiré une scène de Troïlus et Cressida.